# شکنجه معترضان به نتیجه انتخابات ریاست‌جمهوری ایران (۱۳۸۸)
شکنجه و اعدام مخالفان و ناراضیان سیاسی در ایران در سال‌های قبل
و بعد از انقلاب با شدت ضعف متفاوت دنبال می‌شده‌است. در کنار وزارت اطلاعات و پلیس، سپاه و لباس شخصی‌ها متهم به شکنجه و بازداشت مخالفان شده‌اند. پس از سخنرانی علی خامنه‌ای سپاه محمد رسول‌الله تهران مسئولیت برخورد با معترضان را به دستور شورای عالی امنیت ملی بر عهده گرفت. سپاه پاسداران دارای بازداشت گاه‌های اختصاصی است.
برای تحویل پیکر کشته‌شدگان نیز از خانواده آن‌ها تعهد گرفته می‌شود.
در پی آنکه محمود احمدی‌نژاد با اعلام نتایج انتخابات از سوی وزارت کشور پیروز انتخابات معرفی شد، بازداشت و سرکوب شدید معترضان توسط نهادهای امنیتی، نظامی و انتظامی آغاز شد.
در عصر جمعه ۲۲ خرداد ستاد موسوی در قیطریه توسط افرادی که خود را دارای حکم از قاضی مرتضوی می‌خواندند مورد حمله قرار گرفت و نهایتاً پلمپ شد. صدها نفر از روزنامه‌نگاران فعال، رهبران احزاب سیاسی منتقد دولت و فعالان سیاسی بدون ارتکاب به جرم یا تفهیم اتهام روانه زندان و بازداشتگاه شدند. در تظاهرات‌های مسالمت‌آمیز معترضان نیز عده کثیری توسط نهادهای امنیتی بازداشت شدند. این برخوردها پس از سخنرانی تهدیدآمیز علی خامنه‌ای در نماز جمعه ۲۹ خرداد افزایش چشم‌گیری یافت و ابراز نگرانی دبیرکل سازمان ملل را در پی داشت.
و هزاران نفر در سطح کشور دستگیر شدند.
همچنین در یکی از کم سابقه‌ترین موارد حمله به دانشجویان، در شب ۲۴ خرداد و بامداد ۲۵ خرداد، نیروهای امنیتی به خوابگاه‌های دانشجویان در تهران، شیراز، اصفهان و… حمله‌ور شده و عده کثیری را مجروح و بازداشت کردند. رئیس دانشگاه شیراز حمله کنندگان را افرادی اوباش اعلام کرد که از خارج دانشگاه وارد شده و به مضروب کردن دانشجویان پرداختند.
چنان‌که بازداشت‌شدگان در کوی دانشگاه تهران می‌گویند در اماکن مختلف و از جمله مکانی که طبقه منفی چهار ساختمان وزارت کشور تخمین زده شده‌است برای چند روز تحت شکنجه قرار گرفتند.
برخی از پزشکان ایرانی می‌گویند که تعداد کشته‌شدگان بیش از آمار اعلام شده (۲۰ تن) است اما بسیجی‌ها مرگ تظاهرات‌کنندگان را پنهان کرده و بر پزشکان فشار آورده‌اند که در این مورد با کسی صحبت نکنند. یکی از پزشکان می‌گوید که تنها در بیمارستانی که وی در آن حضور داشته در هفته اول ۳۸ تن کشته شده‌اند.
روزنامه گاردین گزارشی از آزار جنسی یکی از پسران بازداشت شده منتشر کرده‌است.
مهدی کروبی در نامه‌ای به صادق لاریجانی رئیس قوه قضائیه ادعا کرده که فرمانده سپاه پاسداران در نامه‌ای به وزارت بهداشت و درمان تحویل کپی اسناد و مدارک پزشکی به کلیه مجروحین و مصدومین حوادث اخیر را ممنوع اعلام کرده‌است. دستوری که برای جلوگیری از افشای شکنجه‌ها و تجاوزها صادر شده‌است.
در یکی از موارد به نام ترانه موسوی نیز احتمال تجاوز جنسی وجود دارد. گفته شده‌است جسد او سوخته پیدا شده‌است. در همین راستا سناتور جمهوری‌خواه ایالات متحده آمریکا تدیوس مک کاتر نیز طی نطقی در کنگره آمریکا با تأیید این مطلب گفت ترانه در حوالی مسجد قبا توسط عوامل رژیم اسلامی دستگیر شد و سپس در محل بازداشتگاه به او تجاوز جنسی شد و مأمورین رژیم او را به شدت مضروب کردند که باعث شد او را در حال کما به بیمارستان منتقل کنند. ترانه در بیمارستان درگذشت و مأموران رژیم برای پاک کردن آثار تجاوز، جسد او را آتش زدند و در اتوبان کرج قزوین رها ساختند. او در سخنانش رژیم ایران را برای این مورد و نیز سرکوب اعتراضات مردمی محکوم کرد.
پدر محسن روح الامینی نیز بعد از دیدن جسد پسرش گفت او مورد ضرب و شتم شدید قرار گرفته و دهانش را خرد کرده بودند. او گفت «فرزندم انسان صادقی بود. دروغ نمی‌گفت. مطمئنم هر چه از او سؤال کرده‌اند، درست پاسخ داده‌است. آن‌ها احتمالاً نتوانسته‌اند صداقت او را تحمل کنند و وی را به شدت کتک زده و زیر شکنجه کشته‌اند.»
منابع وابسته به احمدی‌نژاد و خامنه‌ای بارها مخالفان خود را متهم به تلاش برای انقلاب مخملی می‌کردند. متقابلاً مخالفان دولت نیز آنچه روی داده‌است را کودتای سیاسی نامیدند.

## روایت بازداشت شدگان
برخی بازداشت شدگان به قرار وثیقه سنگین از زندان به‌طور موقت آزاد شده‌اند تا طی روزهای آینده در دادگاه حضور یابند. یکی از این افراد دربارهٔ مشاهدات خود می‌گوید:
 با باتوم و شوک الکتریکی به جان بازداشت شدگان افتادند. حتی آنهایی را که در آتش افتاده و سوخته بودند و بعد با هیکل سوخته به آنجا منتقلشان کرده بودند، می‌زدند. از سه بعد از ظهر تا ده شب افراد زیادی را وارد بازداشتگاه موقت کردند. یک دفعه تعدادی وارد می‌شدند و به شدت بازداشت شدگان را کتک می‌زدند. بازداشت شدگان قبلاً در خیابان‌ها به اندازه کافی مورد ضرب و شتم قرار گرفته بودند. اما وقتی هم وارد بازداشتگاه می‌شدند، تعدادی آدم دوره دیده بودند که در عین حال که لباس شخصی به تن داشتند اما کاملاً مشخص بود که به فنون رزمی آشنایی دارند. یک دفعه می‌دیدید که از بین سه نفر تلاش می‌کردند و لگدشان به نفر چهارم اصابت می‌کرد. سه نیمه شب بود که یواش‌یواش ما را به صف کردند. بعد از هفت یا هشت ساعتی ما را به آگاهی شاپور منتقل کردند. آنجا که رسیدیم تازه متوجه شدم جاهایی که من بوده‌ام چه قدر جاهای مناسبی بوده‌است. خدا شاهد است داخل آفتاب داغ، روی آسفالت، جوانان زخمی راکه در حین تجمع بازداشت شده بودند با بدن‌هایی کاملاً زخمی و خونین و برهنه روی آسفالت داغ خوابانده بودند. آن‌ها به شدت کتک خورده بودند. برای یک لیوان آب التماس می‌کردند. شیر آب در فاصله ده متری بازداشت شدگان بود. اما اجازه نمی‌دادند احدی قطره‌ای آب بنوشد. اجازه نمی‌دادند نیازهای اولیه‌اشان را برطرف کنند. آن‌هایی را که با بدن زخمی ناشی از سوختگی درد می‌کشیدند روی آسفالت داغ می‌خواباندند. جوانکی قسم می‌خورد که بسیجی‌های هم محل خودم مرا برداشتند و انداختند توی آتش. به والله قسم. آنچه من با چشم‌های خودم دیدم، این بود که این نوجوان از آرنج تا مچ دستش پوست نداشت.
بازداشت شدگان که در میانشان افراد زیر ۱۸ سال نیز دیده می‌شود عنوان می‌کنند که به شدت مورد ضرب و شتم قرار گرفته و به وسیلهٔ باتوم و باتوم برقی شکنجه شده‌اند.
گزارش دیگری حاکی است که فرد کر و لالی را نیز به ادعای شرکت در اعتراضات بازداشت کرده و چند روز شکنجه کرده‌اند تا از وی اعتراف بگریند و نهایتاً پس از تأیید پزشک مبنی بر کر و لال بودن او دست از سرش برداشته‌اند.

## ضرب‌وشتم و شکنجه
مهدی کروبی در اظهاراتی به تاریخ ۲۶ مرداد دربارهٔ مسائل مطرح شده در نامه‌اش بار دیگر از مراجعهٔ افرادی به خود خبر داد که مورد ضرب و شتم قرار گرفته‌اند و با اشاره به یک مورد خاص گفت «هنگامی که به منزل زن جوانی مراجعه کرده‌اند تا او را بازداشت کنند این زن را در مقابل چشمان مادرش به شدت مورد ضرب و شتم قرار داده‌اند.» او رفتار مأموران امنیتی پیش از انقلاب را در دستگیری مخالفان ملایم‌تر از رفتارهای فعلی توصیف کرد و گفت «در عرض چند روز تعدادی کشته‌شده و برخی آسیب دیده‌اند به‌طوری‌که دندان‌ها و سرها شکسته شده‌است و حتی چشمانی کور شده و برخی تحت شکنجه‌ها جان باخته‌اند.»

## تجاوز و آزار جنسی
در تاریخ ۱۸ مرداد ۱۳۸۸، مهدی کروبی نامزد معترض و اصلاح طلب انتخابات ریاست جمهوری دهم، در نامه‌ای جنجال‌برانگیز به هاشمی رفسنجانی رئیس مجلس خبرگان، از وی خواست تا به موضوع «تجاوز به دختران و پسران» بازداشتی پس از انتخابات ریاست جمهوری رسیدگی کند. وی در این نامه نوشته بود:
عده‌ای از افراد بازداشت شده مطرح نموده‌اند که برخی افراد با دختران بازداشتی با شدتی تجاوز نموده‌اند که منجر به ایجاد جراحات و پارگی در سیستم تناسلی آنان گردیده‌است. از سوی دیگر افرادی به پسرهای جوان زندانی با حالتی وحشیانه تجاوز کرده‌اند به‌طوری‌که برخی دچار افسردگی و مشکلات جدی روحی و جسمی گردیده‌اند و در کنج خانه‌های خود خزیده‌اند.
کروبی در این نامه نوشت که موارد مربوط به آزار جنسی دختران و پسران را به‌طور مکرر از افرادی که دارای پست‌های حساس در کشور بوده‌اند، شنیده‌است. این نامه با انتقادات و حملات شدید برخی بنیادگرایان نزدیک به دولت دهم روبرو شد.
مجید انصاری عضو مجمع تشخیص مصلحت نظام هم از موارد متعدد تجاوز جنسی به بازداشت‌شدگان خبر داد و آن را را قطعی و اثبات‌شده دانست.
یکی از نمایندگان عضو کمیته ویژه مجلس برای بررسی حوادث پس از انتخابات هم به پایگاه خبری فراکسیون خط امام مجلس گفت: «تجاوز با باتوم و شیشه نوشابه به برخی از بازداشت‌شدگان حوادث پس از انتخابات برای ما محرز شده‌است.».
ایرنه خان دبیرکل عفو بین‌الملل هم در ۱۵ اوت اعلام کرد این سازمان از علی خامنه‌ای خواسته‌است، هر چه سریع‌تر از یک هیئت کارشناسی مستقل بین‌المللی دعوت کند تا به موضوع شکنجه در زندان‌های جمهوری اسلامی رسیدگی کند. وی مدعی شد که هم مردان و هم زنان در زندان‌های ایران مورد تجاوز جنسی و دیگر انواع شکنجه قرار گرفته و در مواردی این شکنجه‌ها به مرگ زندانیان منجر گردیده‌است.
سازمان دیده‌بان حقوق بشر هم در آبان ماه سال ۸۸ موارد تجاوز جنسی در زندان‌های جمهوری اسلامی ایران که پس از انتخابات ریاست جمهوری ۲۲ خرداد روی داده‌است را مستند اعلام کرد و از قوه قضائیه ایران خواست به این پرونده‌ها رسیدگی کند.
گاردین در گزارش مفصل خود پیرامون حمله نیروهای امنیتی و بسیجی به کوی دانشگاه تهران در مصاحبه با یکی از دانشجویان به آزار جنسی وی اشاره کرده و به نقل از آن دانشجو می‌نویسید: «پلیس به داخل خوابگاه‌ها گاز اشک‌آور شلیک کرد، ما را زد، پنجره‌ها را شکست و مجبورمان کرد بر زمین دراز بکشیم. من حتی تظاهرات هم نکرده بودم اما یکی از آن‌ها رویم پرید، پشتم نشست و مرا زد؛ و بعد درحالی که تظاهر می‌کرد در جستجوی چاقو و تفنگ است، از من سوءاستفاده جنسی کرد. تهدیدمان می‌کردند که ما را حلق آویز کنند و به ما تجاوز کنند.»
حسین کروبی در پاسخ به اینکه که آیا تجاوز به دختران و پسران در زندان‌ها برای پدرش مسجل است، گفت که کسانی بودند که مورد تجاوز قرار گرفته‌اند و با آقای کروبی دیدار کرده‌اند. از میان این افراد می‌توان به ابراهیم شریفی اشاره کرد.
روزنامه گاردین در گزارش دیگری به نقل از وبلاگ‌های ایرانی از احتمال آزار جنسی علیه بازداشت شدگان سخن گفته‌است.
همچنین یک روزنامه‌نگار و فعال حقوق بشر که خود مدتی در بازداشت بوده می‌گوید گزارش‌هایی از تهدید جنسی و نگهداری بازداشت شدگان به صورت عریان در مکان‌هایی که تحت کنترل پلیس و سپاه است (از جمله سوله کهریزک و سوله پاسارگاد) دریافت کرده‌اند که حاکی از برخورد وحشیانه با آنان است.
در تاریخ جمهوری اسلامی پیش از این نیز در پرونده زهرا کاظمی نخست‌وزیر کانادا وانجمن قلم کانادا موضوع شکنجه کاظمی را مطرح کرده بودند.

## فشار بر خانوادهٔ کشته‌شدگان و زندانیان
برای تحویل اجساد به خانواده‌های کشتگان تعهدهایی از آن‌ها گرفته می‌شود. خانواده محسن روح الامینی تعهد دادند که از کسی شکایتی نخواهند کرد. پدر خانواده شهید ناصر امیرنژاد که در حادثه کوی دانشگاه کشته‌شد و جنازه‌اش نیز در یاسوج دفن شد، به اجبار توسط مأموران به تهران منتقل شده و همراه با خانواده چند تن دیگر از قربانیان تحت فشار و تهدید قرار گرفته‌اند تا شکایتی را علیه میر حسین موسوی به عنوان قاتل فرزندش امضا کنند.
مأموران امنیتی خانواده مسعود هاشم‌زاده (مادر، پدر و برادران او) را برای گرفتن مراسم ترحیم بازداشت کردند و پلاکاردها و پارچه سیاه از مقابل خانه آن‌ها پایین کشیدند و پاره کردند.
همسر و پسر سعید حجاریان را دستگیر و در مقابل او بازجویی کردند که برای شکستن وی و فشار وارد آوردن بر حجاریان برای گفتن سخنانی است که آقای خامنه‌ای بدان نیاز دارد.

## نامه‌های اعتراضی زندانیان
غلامحسین عرشی در نامه‌ای به دادستان تهران می‌نویسد: «در دومین جلسه بازجویی، من که از نحوهٔ برخورد خشونت‌آمیز و تحقیرآمیز بازجوها در جلسه قبل به ستوه آمده بودم، حتی تعلق آن عکس به خود را نیز تکذیب کردم و به آن‌ها یادآور شدم که به خاطر خدا از کتک زدن و فحاشی به من دست بردارند و اقرار به گناه ناکرده را از من نخواهند. به آن‌ها گفتم که من پاسخگوی کار خود هستم و علی‌رغم انتشار عکس از خانه متواری نشده‌ام. بازجوها در جواب من با توهین و فحاشی می‌گفتند: «اگر در رحم مادرت می‌رفتی تو را بیرون می‌کشیدیم. در اینجا ما هستیم که برای تو تصمیم می‌گیریم، نه خدا». آن‌ها در این مرحله دستان مرا با دستبند آهنی به صندلی بستند و با کابل و سیم مفتول به جانم افتادند. به گون‌های که تا ماه‌ها آثار کابل و ضربات سیم مفتول بر بازوها و پاهایم به جای مانده و مورد تأیید هم بندانم نیز هست. بازجوها برای اجبار به اعتراف به کار نکرده، یعنی آتش زدن خودروهای پلیس، به ضرب و شتم با کابل و سیم قناعت نکرده و با باز کردن پاهای من در حالی که دستانم بسته بود، بیضه‌های مرا به شدت فشار می‌داده و به آن‌ها ضربه می‌زدند به گون‌های که فریاد من از درد و ضعف به هوا می‌رفت و جواب التماس و استغاثه‌های من تنها فحش‌های ناموسی بود.»

## استفاده از دارو
جمعی از خانواده‌های بازداشت شدگان پس از انتخابات در بیانیه شماره ۵ خود که در ۲۴ مرداد منتشر کردند به استفاده از دارو برای درهم‌شکستن و اعتراف‌گیری از بازداشت‌شدگان اشاره کرده‌اند:
اجبار زندانیان به استعمال داروهایی که اثرات جسمی و روانی فراوان بر روی مصرف‌کننده آن دارد، همه خانواده‌ها را نگران کرده و با توجه به این که اعتراف‌گیری تحت فشار و آزار و در شرایط غیرعادی، از جمله استعمال داروهای خاص، برای تدارک‌دیدگان سناریوی انقلاب مخملی واجد اهمیت فراوان است و هرگونه افشای حقیقت در این زمینه برای آنان هزینه‌های گزاف دارد، تلاش زیادی برای مستور ماندن این اقدامات غیرانسانی در زندان‌ها می‌شود
پیش از این همسر محمدعلی ابطحی گفت که همسرش پس از دستگیری هجده کیلو وزن کم کرده‌است و از محمد علی ابطحی نقل کرد که قرص‌هایی به او می‌دهند که او را از جار و جنجال و هیاهوی این دنیا فارغ می‌کند.
برخی این موضوع را به روابط نزدیک میان جناح حاکم بر ایران با دولت روسیه و آموزش نیروهای امنیتی و به ویژه تیم‌های بازجویی در روسیه مربوط می‌دانند. استفاده از داروهای روان‌گردان برای اعتراف‌گیری در میان سرویس‌های امنیتی بلوک شرق و به ویژه روسیه سابقه دارد.

## شکنجه حاضران در مراسم تشیع همسر منتظری
تعدادی از شرکت کنندگان در مراسم تشییع همسر منتظری (ماه سلطان ربانی) توسط پلیس دستگیر شده و در اداره پلیس و زندان قم توسط نیروهای پلیس و حتی برخی از مقامات از جمله رئیس زندان شکنجه شدند. در میان شکنجه شدگان ۲ تن از طلاب افغانی نیز حضور داشتند.

## عوامل و آمران شکنجه
وبگاه موج سبز آزادی حسین طائب فرمانده بسیج را به‌عنوان یکی از آمران و مدیران اصلی پروژه شکنجه و اعتراف‌گیری معرفی کرد.
برخی رسانه‌ها از استخدام دوباره جواد آزاده خبر داده‌اند. جواد آزاده سرپرست تیم بازجویی متهمان پرونده قتل‌های زنجیره‌ای بود که پس از انتشار فیلم بازجویی او از همسر سعید امامی از کار اخراج شد.

## کشته و مجروح شدگان زیر شکنجه

### محمد کامرانی
محمد کامرانی جوان ۱۸ ساله‌ای که در درگیری‌های ۱۸ تیر در میدان ولیعصر دستگیر شد از جمله قربانیان بازداشتگاه‌های ایران است. وی که به گفته خانواده اش تنها در حال عبور از میدان بوده‌است توسط نیروهای امنیتی دستگیر و پس از چند روز در بیمارستان لقمان در وضعیت وخیم جسمی به خانواده اش تحویل می‌شود. مقامات ابتدا از خانواده او خواسته بودند که با اتومبیل برای تحویل گرفتن او به زندان اوین مراجعه کنند. مشخص نیست که وی ابتدا تیر خورده و سپس پیکر مجروحش به بازداشتگاه سوله کهریزک منتقل و در آنجا در آستانه مرگ قرار گرفته یا آنکه در بازداشتگاه و بر اثر شکنجه کشته شده‌است.

### محسن روح الامینی
محسن روح الامینی از جوانانی بود که در روز ۱۸ تیر دستگیر و به بازداشت‌گاه کهریزک منتقل شد. وی بر اثر ضربات متعدد به سر و بدن و شرایط بد نگهداری جان سپرد. در روز ۱ مرداد خبر کشته شدن او در زندان به خانواده اش ابلاغ می‌شود. پدر وی عضو جمعیت ایثارگران انقلاب اسلامی (از تشکل‌های سیاسی جناح راست جمهوری اسلامی) و رئیس انستیو پاستور و مشاور محسن رضایی در انتخابات ریاست جمهوری دهم بود.
پدر وی بعد از دیدن جسد پسرش گفت او مورد ضرب و شتم شدید قرار گرفته و دهانش را خرد کرده بودند. او گفت «فرزندم انسان صادقی بود. دروغ نمی‌گفت. مطمئنم هر چه از او سؤال کرده‌اند، درست پاسخ داده‌است. آن‌ها احتمالاً نتوانسته‌اند صداقت او را تحمل کنند و وی را به شدت کتک زده و زیر شکنجه کشته‌اند.» برای تحویل جنازه به خانواده وی آن‌ها را تحت فشار گذاشتند که تعهد دهند از هیچ‌کس شکایتی ندارند.

### سعید حجاریان
سعید حجاریان که در جریان ترور توسط اعضای سپاه و بسیج در سال ۷۸ تقریباً فلج شده‌است جزو اولین افرادی بود که دستگیر و به زندان منتقل شد. اندکی بعد بر اثر حمله عصبی از زندان به بیمارستان منتقل و مجدداً روانه زندان شد. دکتر مرصوصی که پزشک متخصص او است گفت: «فشار عصبی می‌تواند توانمندی‌های فعلی وی را نیز تا ۹۰ درصد کاهش دهد؛ و این برای کسی که کوچکترین تغییری در وضعیت جسمی اش می‌تواند عواقب بسیار خطرناکی داشته باشد، بسیار خطرناک است.»
مقامات همسر و پسر وی را دستگیر و در مقابل او بازجویی کردند. برخی معتقدند که دستگیری فرزند او برای شکستن وی انجام می‌شود.

### عیسی سحرخیز
مهدی فرزندعیسی سحرخیز که جزو آخرین روزنامه‌نگاران و فعالان سیاسی دستگیر شده بود گفت که دنده‌های پدرش را در بازداشتگاهی که معلوم نیست کجاست شکسته‌اند.

### سهراب اعرابی
بنا بر اعلام آگاهی تهران سهراب اعرابی در ۲۵ خرداد کشته شده، ولی کالبد وی روز ۲۹ خرداد به پزشک قانونی کهریزک تحویل داده شده‌است و بعد از ده‌ها روز بی‌خبری به خانواده اش تحویل داده شده‌است. کمپین حقوق بشر خواستار تحقیقاتی مستقل در مورد نحوهٔ کشته شدن سهراب و همچنین علت تأخیر در تحویل کالبد وی به خانواده اش شده‌است.

### امید گلباز
وی که یکی از دانشجویان محروم شده از تحصیل توسط دولت احمدی‌نژاد بود در روز ۲۳ تیر در میدان ونک تهران دستگیر و پس از ضرب و شتم شدید به مکانی نامعلوم منتقل گردید. شکستگی انگشتان که بر اثر ضربات با باتوم و حتی بریدگی و قطع یک بند از انگشت وی توسط درب آهنی، خون‌ریزی‌های داخلی وی اعم از خون‌ریزی معده و پاره شدن مویرگ‌های مثانه و همچنین ضرب دیدگی شدید از ناحیه کمر و شکستگی یکی از دندان‌ها، بی خوابی و بازجویی‌های طولانی مدت و تهدید به عریان کردن و آزار جنسی ماحصل چندین روز شکنجه و بازجویی طاقت فرسا بوده‌است. وی همچون سایر معترضان توسط مأموران متهم به ارتباط و مراودات با محافل بیگانه، اقدام علیه امنیت ملی، سرکردگی اغتشاشات و تخریب اموال عمومی محاربه با خدا و… شده و نهایتاً با وثیقه ۵۰ میلیون تومان آزاد می‌شود.

## شکنجه شدگان

### احمد زیدآبادی
وی در روزهای اول پس از آغاز اعتراضات به حمله مأموران به منزل ربوده و مدت‌ها در سلول انفرادی و تحت شکنجه و بارجویی قرار داشت. شلیک تیر هوایی در سلول از جمله شکنجه‌هایی بود که علیه وی اعمال شد.

### هنگامه شهیدی
وی که خبرنگار و عضو ستاد مهدی کروبی بود پس از مدت‌ها بازداشت در سلول انفرادی توانست با مادر خود دیدار کند و بخش‌هایی از شکنجه‌های صورت گرفته را افشا نماید. وی از جمله تأکید کرد که بارها به‌طور مصنوعی اعدام شده‌است. او همچنین اشاره کرده‌است که قرص‌هایی به وی می‌دهند که آثار شدیدی بر ذهن وی دارد.

### ابراهیم شریفی
وی مدعی است در دوران بازداشت مورد تجاوز قرار گرفته‌است. او که دانشجوی دانشگاه آزاد واحد تهران جنوب کامپیوتر بود یکی از مواردی است که مهدی کروبی به کمیته ویژه قوه قضائیه پیرامون تجاوز در زندان‌های جمهوری اسلامی پس از انتخابات ریاست جمهوری دهم برای بررسی مطرح کرد. کروبی در نامه‌های بعدی خود مدعی تحت فشار قرار گرفتن شاهد شد. کمیته ویژه قوه قضائیه نهایتاً اعلام کرد شکنجه‌ای صورت نگرفته‌است.

### امیر مهدی ادیب موحد(امیر مهدی جلایری)
وی در تاریخ ۱۳۸۸/۱۰/۶ بازداشت گردید و برای حدود پنج هفته در انفرادی بازداشتگاه اطلاعات بیرجند نگهداری می‌شده و به وکیل دسترسی نداشته است. چند مامور اطلاعاتی «امیر مهدی ادیب موحد» را در انفرادی بازداشتگاه اطلاعات بیرجند مورد ضرب و شتم قرار می‌دادند، چشم‌هایش را می‌بستند، سپس دست‌های او را به دیوار یا به دسته صندلی می‌بستند و بعد او را کتک می‌زدند. «امیر مهدی ادیب موحد» مسئول کمیته جوانان و ورزشکاران ستاد انتخاباتی میرحسین موسوی در خراسان جنوبی بوده است.

## محل‌های نگهداری و شکنجه
بنا به گزارش رسانه‌های ایران و بازداشت شدگانی که آزاد شده‌اند، زندانیان سرشناس (همچون فعالان سیاسی و روزنامه‌نگاران) عمدتاً توسط وزارت اطلاعات یا دادستانی تحویل بندهای سیاسی زندان اوین شده‌اند. بازداشت شدگان بی‌نام و نشان و مردم عادی که عمدتاً در جریان اعتراضات مردم یا در حال عبور از محل تظاهرات‌ها بازداشت شده‌اند عمدتاً به سوله کهریزک، سوله پاسارگاد و محلی که پیش از این برای نگهداری معتادان در شورآباد احداث شده بود نگهداری می‌شوند. شاهدان عینی می‌گویند که در این مکان دستگیرشدگان را مدت‌ها بدون آب و غذا در گودالهایی با وجود گرمای شدید هوای تهران حبس کرده‌اند. پس از پایادان دوران بازجویی که عمدتاً با هدف گرفتن اعتراف اجباری و تحت فشار علیه موسوی همراه است، افراد عادی به زندان اوین منتقل می‌شوند.

## واکنش‌های بین‌المللی
دیده‌بان حقوق بشر در بیانیه‌ای پیرامون شکنجه دستگیرشدگان گفت: «حکومت ایران برای تأیید اظهارات مقام‌های خود دربارهٔ ارتباط بازداشت شدگان حوادث اخیر با قدرت‌های خارجی در پی گرفتن «اعتراف‌های دروغین» از آن‌ها است. دیده‌بان حقوق بشر شواهدی از محبوسین پس از آزادی آن‌ها بدست آورده که حاکی از ارعاب و سوء رفتار با زندانیان توسط مسوولان به منظور گرفتن اعترافات دروغین است.» این سازمان می‌گوید که حکومت ایران از بازجویی‌های خشن، ضرب و شتم، محرومیت از خواب و تهدید به شکنجه برای اعتراف‌گیری استفاده می‌کند.
روزنامه جوان که نزدیک به سپاه پاسداران و جناح راست ارزیابی می‌شود در چند فقره اقدام به نسبت دادن اعترافاتی به دستگیرشدگان کرد که یا تکذیب شد یا با ابهامات و مطالب نادرست موجود در آن مردود شناخته شد، همچنین چگونگی دست یابی این روزنامه به آنچه که اعترافات دستگیرشدگان می‌نامد محل سؤال است. از جمله این روزنامه نوشت که محمود قواچانی اعتراف به آموزش در دبی برای انقلاب مخملین کرده‌است در حالیکه وی فاقد گذرنامه‌است.
عفو بین‌الملل نیز با انتشار بیانیه‌ای از وادار کردن بازداشت شدگان به اعترافات ساختگی ابراز نگرانی و از علی خامنه‌ای خواسته شده‌است که با صدور دستوری سازمان‌های تحت امرش را از شکنجه منع کند.

مجموعه فعالان حقوق بشر در ایران نیز به استفاده از کمپ سوله کهریزک و شکنجه و بدرفتاری دسته جمعی دستگیرشدگان اشاره کرد :
در محدوده یک سالن، ۸ اتاق، ۲ سالن قرنطینه، ۴ سوله فلزی، جمعیتی در حدود ۹۲۰ نفر که دو سوله فلزی آن به خانم‌های بازداشت شده تعلق گرفته‌است، (گنجایش این دوسوله در حدود ۲۰۰ نفر است) نگهداری می‌شوند.
شاهدین عنوان می‌دارند همچون زمان طرح موسوم به ارتقای امنیت اجتماعی، بازداشت شدگان در این مکان در بدو ورود مورد ضرب و شتم قرار می‌گیرند، فضای اختصاصی به هر فرد کمتر از یک متر مربع است، تغذیه در هر روز شامل دو وعده جیره می‌شود و کماکان سیب زمینی به عنوان غذای اصلی در این مکان توزیع می‌شود.
بنا بر شناخت این مکان حاصله از تحقیقات میدانی پیشین و مدعیات شاهدان، نیروهای پلیس امنیت به صورت منظم و هر روزه تحت عنوان «جیره کتک» با یورش به اتاق‌ها یا به صف کردن بازداشت شدگان در محوطه محصور به سیم خاردار این مکان، اقدام به ضرب و شتم شهروندان زندانی می‌نمایند. در این مکان طی دو سال اخیر دست کم ۱۴ زندانی بر اثر خشونت بی حد و حصر نیروهای نظامی یا عدم رسیدگی پزشکی جان خود را از دست داده‌اند. هر چند مجموعه امکان تأیید جان باختن فردی از سری بازداشت شدگان اخیر در این مکان را ندارد اما کماکان این موضوع بنابر شرایط و اهداف ساخت کمپ و مدیریت چند ساله آن محتمل است. همچنین گزارش شده‌است نیروهای امنیتی مستقر در این مکان به صورت گروهی به بازجویی و فیلمبرداری از شهروندان محبوس در این مکان می‌پردازند.

سازمان گزارشگران بدون مرز در گزارشی از نقش مرتضوی که به گفته این سازمان سابقه سیاسی در نقض حقوق بشر دارد در بازداشت و اعتراف‌گیری از دستگیرشدگان خبر داده
و زندان اوین را به ورزشگاه سانتیاگو شیلی پس از کودتای پینوشه تشبیه کرد. این سازمان گفت که گزارش‌های متعددی از شکنجه دستگیرشدگان دریافت کرده‌است :
امروز زندان اوین همچون استادیوم ورزشی سانتیاگو شیلی بعد از کودتای ۱۹۷۵ پینوشه، به زندانی خونین که خودسری در آن حکومت می‌کند تبدیل شده‌است.
- چهل نهاد عربی نیز 'سرکوب' در ایران را محکوم کردند. سازمان‌هایی از کشورهای مصر، اردن، تونس، بحرین، سوریه، لبنان، یمن، لیبی، مغرب (مراکش) و عراق به همراه دو نهاد فلسطینی طی بیانیه‌ای اعلام کردند که بازداشت شدگان تحت انواع «بدرفتاری و شکنجه» قرار گرفته‌اند تا به «اعترافاتی» تن بدهند که قرار است در رسانه‌های حکومتی منتشر شود.[۸۲]

### تأیید تجاوز در گزارش سالانه عفو بین‌الملل
در گزارش سالانه عفو بین‌الملل به مسئله حوادث پس از انتخابات ایران نیز اشاره شده و تجاوز به برخی زندانیان مورد تأیید قرار گرفته‌است.

## واکنش شخصیت‌ها
محمد خاتمی در دیدار با خانواده بازداشت شدگان گفت:
اعتراض مردم سرکوب شده، کسانی که باید مدافع حقوق مردم باشند آن‌ها را تحقیر می‌کنند و در فضایی تبلیغاتی که مدام از آن سم به جامعه تزریق می‌شود حرکت مترقی و آرام مردم به اغتشاش و انقلاب رنگی با منشأ بیگانه تعبیر می‌شود و چهره‌هایی که همگی سابقه‌ای روشن دارند هدف پروژه نخ نمای تواب‌سازی و گرفتن اعترافات بی‌اساس و نمایشهای تلویزیونی قرار می‌گیرند و آنگاه دم از آشتی ملی و فضای آرام زده می‌شود؟!اگر این فضای مسموم تبلیغاتی و امنیتی ادامه پیدا کند با توجه به آنچه انجام گرفت و یک طرفه اعلام شد باید بگوییم کودتای مخملین علیه مردم و جمهوریت نظام صورت گرفته‌است.

رفتار نهادهای امنیتی اعتراض برخی از شخصیت‌های شناخته شده جناج راست را نیز در پی داشت. از جمله احمدی توکلی از عنوان «جنایت» برای اقداماتیکه توسط انصار حزب‌الله و پلیس در کوی دانشگاه تهران انجام شد استفاده کرد.

۱۰ نفر از برندگان جایزه صلح نوبل در نامه‌ای به دبیرکل سازمان ملل خواستار سفر وی به ایران و تحقیق پیرامون وضعیت دستگیرشدگان شدند.
ما خشونت و سرکوب اعتراض‌های مسالمت‌آمیز، محدودیت فزاینده آزادی‌های مدنی و ادامه بازداشت رهبران مدنی را (در ایران) تقبیح می‌کنیم.
در این نامه به بازداشت بیش از ۱۰۰۰ تن از فعالان سیاسی و مقامات بلندپایه دولت محمد خاتمی اشاره شده‌است. این نامه را شخصیت‌هایی همچون کیم دایه جونگ، از رئیسان جمهوری پیشین کره جنوبی، سراسقف دزموند توتو، فعال سرشناس مبارزه با نژادپرستی در آفریقای جنوبی و الی ویزل، فعال سیاسی و از بازماندگان هولوکاست امضا کرده‌اند.

## اتباع خارجی

### اتباع افغانستان
به نوشته سایت «ندای سبز آزادی» تعدادی از اتباع افغانستان که عموماً کارگر ساختمانی بوده‌اند در جریان تظاهرات‌ها دستگیر و پس از مدت‌ها زندان یا از مرز عبور داده شده یا همچنان در زندان نگهداری می‌شوند. به نوشته این سایت این افراد حضوری در تظاهرات نداشته‌اند و تنها به دلیل ماهیت کار ساختمانی و حضور در خیابان در مظان اتهام قرار گرفته‌اند. به نوشته این سایت برخورد زندانبانان با این افراد بدتر از سایر زندانیان است و ایشان به دلیل مشکلات مالی در مضیقه بوده و با انجام دادن کارهای خدماتی در زندان امور خود را می‌گذرانند. این سایت تعداد اتباع افغانستانی را حدود ۲۰ نفر تخمین می‌زند.